# Gouvernement Rajoy II
Pour les articles homonymes, voir Gouvernement Rajoy.
Royaume d'Espagne
Rajoy I Sánchez I
Le gouvernement Rajoy II (en espagnol : Segundo Gobierno Rajoy) est le gouvernement du royaume d'Espagne entre le 4 novembre 2016 et le 7 juin 2018, sous la XIIe législature des Cortes Generales.
Il est dirigé par le conservateur Mariano Rajoy et formé après les élections générales anticipées du 26 juin 2016. Il se compose de 13 ministres, dont une porte le titre de vice-présidente du gouvernement.
Minoritaire aux Cortes Generales, il est constitué du seul Parti populaire. Il bénéficie du soutien sans participation de Ciudadanos et de plusieurs partis nationalistes périphériques.
Il succède au gouvernement Rajoy I, qui assumait la gestion des affaires courantes depuis 320 jours et les élections générales du 20 décembre 2015, qui n'avaient pas permis de forger une majorité parlementaire. Après l'adoption d'une motion de censure le 1er juin 2018, il est remplacé par le gouvernement Sánchez I.

## Historique du mandat
Ce gouvernement est dirigé par le président du gouvernement conservateur sortant, Mariano Rajoy. Il est constitué par le Parti populaire (PP). Seul, il dispose de 134 députés sur 350, soit 38,3 % des sièges du Congrès des députés, et initialement de 146 sénateurs sur 265, soit 55,1 % des sièges du Sénat.
Il bénéficie du soutien sans participation de Ciudadanos (Cs), de l'Union du peuple navarrais (UPN), du Forum des Asturies (FORO) et de la Coalition canarienne (CCa).
Il succède donc au gouvernement Rajoy I, constitué et soutenu par le seul Parti populaire, qui détenait la majorité absolue au Congrès et au Sénat sous la Xe législature.

### Contexte
Le 1er octobre 2015, Mariano Rajoy annonce à la télévision que la date des prochaines élections générales a été fixée au 20 décembre 2015, afin de laisser le temps à son gouvernement de faire voter la loi de finances pour 2016 et d'éviter que les Cortes Generales nouvellement élues ne soient installées en pleine période des fêtes.
Lors du scrutin, le Parti populaire conserve son statut de première force politique, devant le Parti socialiste (PSOE), mais ces élections sont marquées par un effondrement du bipartisme historique au profit de deux partis émergents, Podemos et Ciudadanos (Cs). Le PP perd sa majorité absolue et aussi bien à droite qu'à gauche, aucune majorité ne se dégage et l'apport des partis nationalistes périphériques et indépendantistes catalans se révèle indispensable. Lors de la séance d'installation de la XIe législature, le député socialiste Patxi López est élu président du Congrès des députés avec le soutien de Ciudadanos, devenant le premier président de la chambre basse à ne pas être issu du principal groupe parlementaire.
Le roi Felipe VI propose le 22 janvier à Mariano Rajoy d'être candidat à l'investiture du Congrès, mais celui-ci refuse, constatant ne pas avoir les voix suffisantes pour remporter la confiance des députés. Le 2 février, le monarque désigne candidat le secrétaire général du PSOE, Pedro Sánchez, qui accepte. Le chef de file socialiste signe le 24 février un accord d'investiture avec Ciudadanos, ce qui lui garantit 130 voix favorables sur 350. Sans autre soutien que celui de la Coalition canarienne lors du second vote, Pedro Sánchez échoue lors des deux votes d'investiture avec 130 voix le 2 mars puis 131 voix le 4 mars, devenant le premier candidat à échouer depuis l'entrée en vigueur de la Constitution de 1978.
Faute d'investiture dans le délai constitutionnel de deux mois à l'issue du premier vote sans succès, Felipe VI prononce le 3 mai 2016 la dissolution des Cortes Generales et convoque de nouvelles élections le 26 juin, ce qui constitue là encore une première depuis 1978. Au cours de ce scrutin, le Parti populaire s'impose de nouveau à la majorité relative et renforce sa représentation, tandis que le bloc de gauche est affaibli et que le panorama politique reste globalement le même que six mois plus tôt.

### Négociations parlementaires
Le roi charge, le 28 juillet 2016 Mariano Rajoy de former le nouvel exécutif. La présidente du Congrès des députés, Ana Pastor, annonce le 18 août que le débat et le vote d'investiture seront organisées les 30 et 31 août.
Le 19 août, les équipes de négociateurs du Parti populaire et de Ciudadanos se rencontrent, signent un pacte contre la corruption et entament des discussions en vue de parvenir à un accord d'investiture. Celui-ci intervient effectivement le 28 août et comprend des mesures à fort impact social, comme le rétablissement des dépenses publiques en matière d'éducation, de santé ou de dépendance, pouvant convaincre le Parti socialiste. Une seconde entente survient le lendemain, avec la Coalition canarienne et qui prévoit des politiques spécifiques aux îles Canaries, comme un régime fiscal spécifique, un plan particulier en matière d'emploi et une hausse des investissements de l'État.

### Investiture

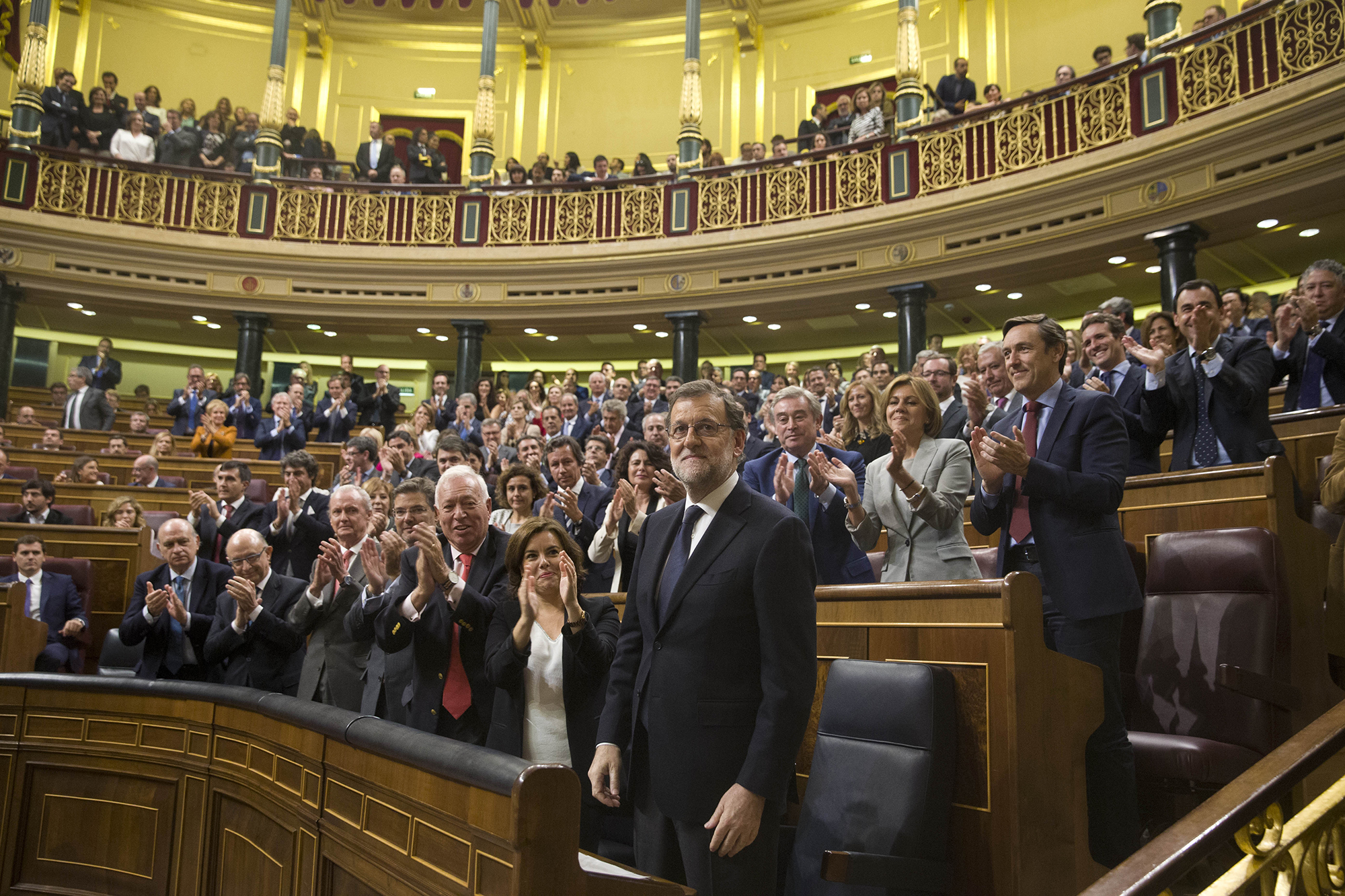
Mariano Rajoy obtient l'investiture du Congrès des députés le 29 octobre 2016 après quatre scrutins.

Comme attendu, Mariano Rajoy échoue lors du premier vote d'investiture, réunissant seulement les voix des 170 députés dont il s'était assuré le soutien, tandis que les 180 autres votent contre lui. Le résultat se répète 48 heures plus tard, ce qui fait de Rajoy le premier chef de l'exécutif sortant candidat à un nouveau mandat à être repoussé par le Congrès des députés.
Le 23 octobre, le comité fédéral (parlement) du Parti socialiste décide par 139 voix pour et 96 voix contre de s'abstenir dans le cadre d'un nouveau vote d'investiture de Mariano Rajoy, afin d'éviter de troisièmes élections générales en un an. Cette décision intervient environ trois semaines après la démission de Pedro Sánchez, affaibli par une succession de mauvais résultats électoraux et mis en minorité par ce même comité fédéral sur sa volonté de convoquer un congrès du PSOE afin de renforcer son autorité face aux divisions internes.
Le roi Felipe VI propose de nouveau Mariano Rajoy comme candidat à l'investiture le 25 octobre, et Ana Pastor indique juste après que le débat puis le vote d'investiture auront lieu les 26 et 27 octobre. Lors du premier vote, il échoue par 170 voix pour et 180 voix contre, le porte-parole du groupe socialiste, Antonio Hernando, lui rappelant qu'il ne bénéficie ni de la confiance ni de l'appui du PSOE. Il l'emporte 48 heures plus tard par 170 voix pour, 111 voix contre et 68 abstentions, 15 députés du Parti socialiste ayant rompu la discipline de vote et exprimé leur opposition à l'investiture.

### Formation

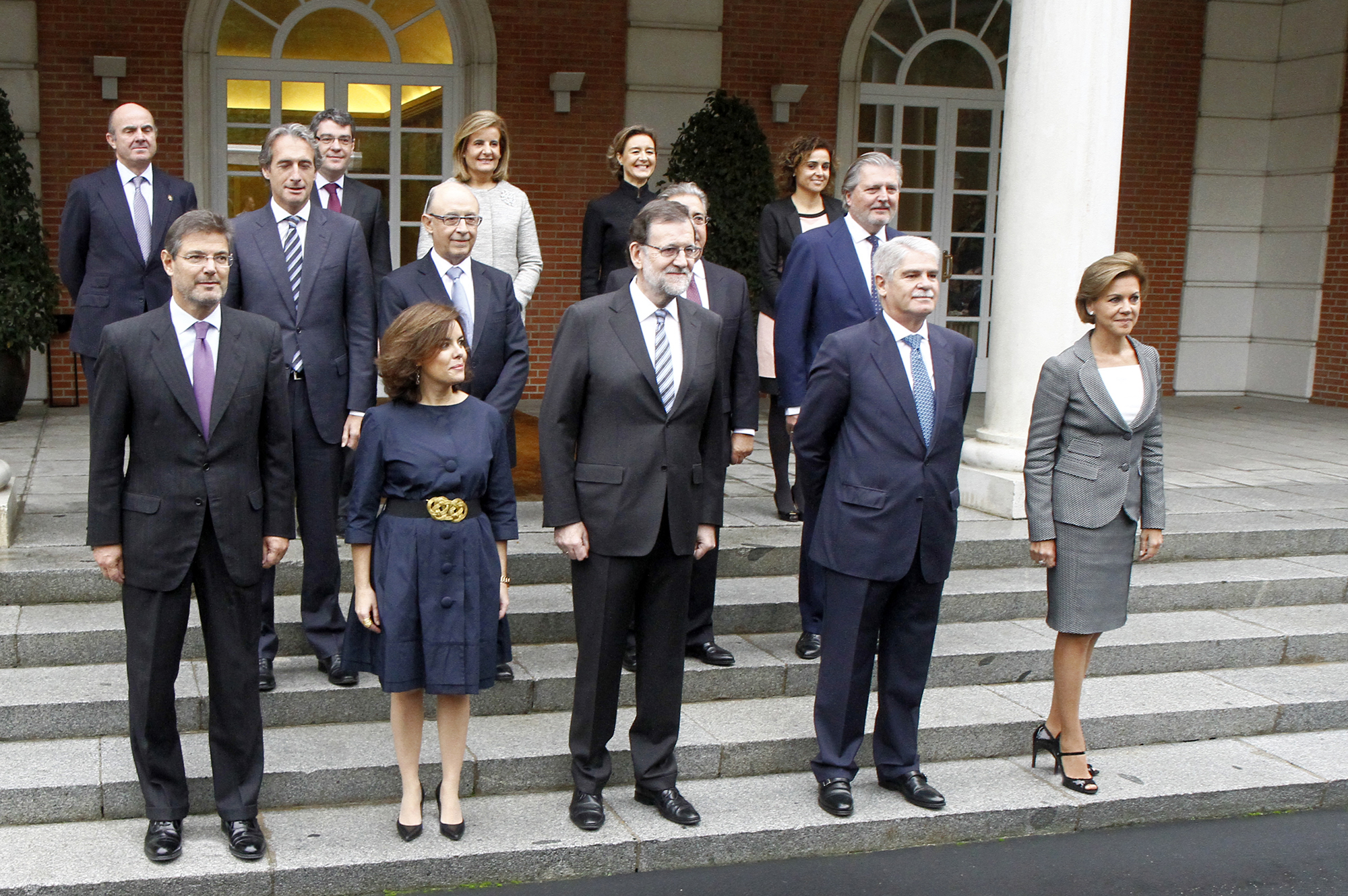
Le gouvernement Rajoy II en novembre 2016.

Le président du gouvernement reconduit, qui devient le premier chef de l'exécutif nommé sous le règne de Felipe VI, prête serment devant le roi au palais de la Zarzuela le 31 octobre.
Le 3 novembre, après avoir rencontré le roi pour l'informer, Mariano Rajoy révèle la liste des ministres qui composent le nouveau gouvernement. La composition de ce nouvel exécutif préserve les équilibres de pouvoir interne au PP, assure la continuité de la politique économique et repose avant tout sur des liens de confiance vis-à-vis du chef de l'exécutif,.
Six personnalités y font leur entrée, sept s'y maintiennent et trois sortants sont évincés : José Manuel García-Margallo, ministre des Affaires étrangères, Pedro Morenés, ministre de la Défense, et Jorge Fernández Díaz, ministre de l'Intérieur. Si le premier est remplacé par un diplomate de carrière, Alfonso Dastis, les deux autres cèdent leur place à des fidèles du président du gouvernement, à savoir la secrétaire générale du PP, María Dolores de Cospedal, et l'ancien maire de Séville, Juan Ignacio Zoido.
Le cœur de l'équipe économique n'est pas concerné par ce renouvellement, ce qui confirme la volonté de Rajoy de préserver les réformes structurelles adoptées sous son premier mandat. Le ministre de l'Économie, Luis de Guindos, récupère une partie des compétences de l'ancien ministère de l'Industrie, dont les restes reviennent au conseiller économique de Rajoy, Álvaro Nadal, comme ministre de l'Énergie. Guindos échoue à obtenir le titre de vice-président qu'il convoitait. Seule la sortante Soraya Sáenz de Santamaría le détient. Elle perd ses attributions de porte-parole au profit du ministre de l'Éducation et de la Culture, Íñigo Méndez de Vigo mais récupère les compétences en matière de politique territoriale dans le cadre d'une législature où le soutien du Parti nationaliste basque (EAJ-PNV) s'avérera crucial et face aux prétentions du mouvement indépendantiste catalan.
Les 13 ministres prêtent serment devant le roi Felipe VI et entrent en fonction le lendemain, 4 novembre, mettant un terme à 10 mois et 15 jours de gestion des affaires courantes.

### Évolution
Le ministre de l'Économie, Luis de Guindos, est cité à partir de la fin du mois de janvier 2018 comme un prétendant sérieux au poste de vice-président de la Banque centrale européenne (BCE),. Le 7 février, le gouvernement espagnol propose effectivement la candidature de Luis de Guindos. Il est formellement nommé le 22 mars, à l'occasion d'une réunion du Conseil européen. Le 7 mars, le gouvernement espagnol publie un communiqué informant que Román Escolano, vice-président de la Banque européenne d'investissement (BEI), sera le prochain ministre de l'Économie, de l'Industrie et de la Compétitivité en remplacement de Guindos, qui soutenait cette désignation. Son nom était effectivement cité comme impétrant potentiel, aux côtés de ceux du ministre de l'Énergie Álvaro Nadal, de la ministre de l'Agriculture Isabel García Tejerina, du secrétaire d'État au Budget Alberto Nadal et du dirigeant d'Iberdrola Fernando Becker. Il prête serment devant le roi au palais de la Zarzuela et entre en fonction dès le lendemain.

### Motion de censure
Le 27 avril 2017, les dirigeants d'Unidos Podemos (UP) annoncent leur intention de présenter une motion de censure contre Mariano Rajoy. La motion est déposée le 19 mai et propose comme candidat à la présidence du gouvernement le secrétaire général de Podemos Pablo Iglesias. La présidente du Congrès des députés Ana Pastor annonce le 23 mai que le débat parlementaire de la motion se tiendra les 13 et 14 juin. Le 14 juin, la motion est rejetée par 170 voix contre, 82 voix pour et 97 abstentions : aux députés d'Unidos Podemos s'ajoutent ceux de la Gauche républicaine de Catalogne (ERC), Euskal Herria Bildu (EH Bildu) et Compromís pour voter favorablement, tandis que le Parti populaire (PP), Ciudadanos (Cs) et la Coalition canarienne (CC) se prononcent contre et que le Parti socialiste (PSOE), le Parti nationaliste basque (EAJ-PNV) et le Parti démocrate européen catalan (PDeCAT) font le choix de l'abstention.

### Premier rejet d'un décret-loi depuis 1979
Le Conseil des ministres du 23 février 2017 adopte le décret-loi de libéralisation du secteur de l'arrimage et plus précisément du système de recrutement des dockers, conformément à un arrêt de Cour de justice de l'Union européenne de 2014. Lors du vote de ratification au Congrès des députés, qui intervient le 16 mars suivant, les députés refusent de ratifier le décret-loi par 175 voix contre, 142 voix pour et 33 abstentions, Ciudadanos ayant fait le choix de s'abstenir juste au début du débat après avoir constaté l'existence d'une majorité pour rejeter le texte. Ce résultat marque une lourde défaite parlementaire pour le gouvernement car il s'agit du premier rejet d'un décret-loi à la chambre basse des Cortes depuis 1979. Ayant approuvé un nouveau décret-loi le 12 mai, le gouvernement parvient à le faire ratifier six jours plus tard par 174 voix pour, 165 voix contre et 8 abstentions, grâce au soutien de Ciudadanos et du Parti nationaliste basque et à l'abstention du Parti démocrate européen catalan.

### Suspension de l'autonomie de la Catalogne
Comme ils l'avaient formellement annoncé le 9 juin précédent, le président de la généralité de Catalogne Carles Puigdemont et son gouvernement organisent le 1er octobre 2017 un référendum sur l'indépendance de la Catalogne qui se solde par une large victoire du « Oui » à 90 % des suffrages exprimés avec une participation de 42,3 % des inscrits bien que le Tribunal constitutionnel ait suspendu le 7 septembre l'application de la loi régionale permettant l'organisation et la tenue du scrutin. Le 11 octobre, au lendemain de la déclaration puis la suspension de l'indépendance de la Catalogne par Carles Puigdemont devant le Parlement catalan, le gouvernement espagnol adresse une requête au président de la Généralité pour qu'il renonce à son projet, activant ainsi la première phase de l'application de l'article 155 de la Constitution.
Faute de réponse claire, le Conseil des ministres propose le 21 octobre la suspension de l'autonomie de la Catalogne avec l'accord préalable du Parti socialiste et de Ciudadanos. La proposition est ratifiée le 27 octobre par le Sénat par 214 voix pour, 47 voix contre et une abstention. Dès le lendemain, le gouvernement espagnol assume donc les fonctions du gouvernement catalan, Mariano Rajoy délégant à la vice-présidente Soraya Sáenz de Santamaría les fonctions liées à la présidence de la Généralité, tandis que le Parlement se trouve dissous et que des élections régionales anticipées sont convoquées le 21 décembre. L'autonomie est restaurée le 2 juin 2018, après la formation du nouveau gouvernement catalan.

### Succession

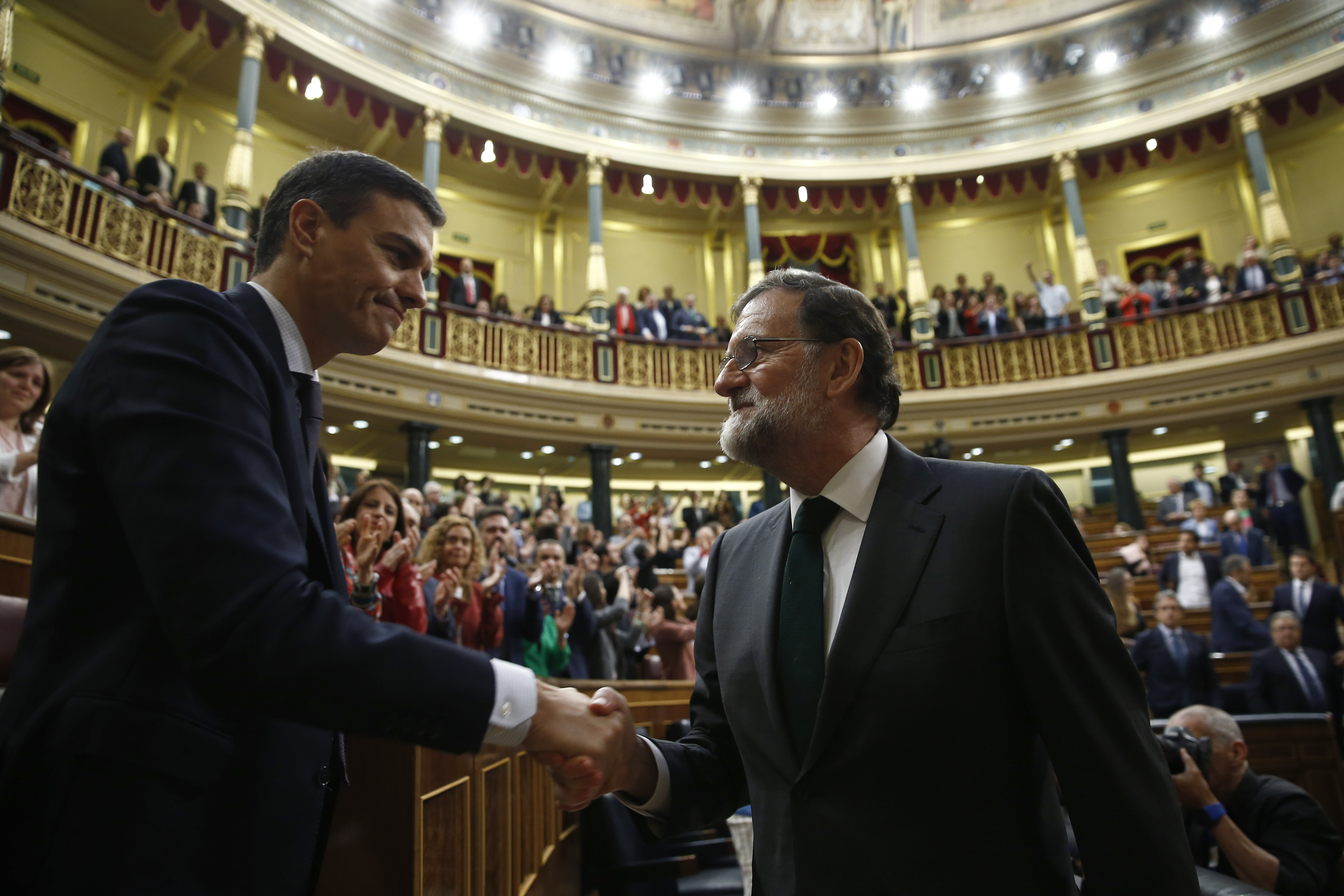
Le Congrès des députés adopte le 1 juin 2018 une motion de censure contre Mariano Rajoy.

Le 24 mai 2018, l'Audience nationale rend son délibéré dans l'affaire Gürtel et condamne à cette occasion le Parti populaire comme « bénéficiaire à titre lucratif ». Comme décidé le soir-même par Pedro Sánchez, le Parti socialiste dépose dès le lendemain une motion de censure proposant ce dernier comme candidat à la présidence du gouvernement, avant même d'en avoir formellement informé la direction du parti. Il s'agit de la quatrième motion proposée depuis l'entrée en vigueur de la Constitution et de la deuxième présentée contre Mariano Rajoy.
La présidente du Congrès Ana Pastor annonce le 28 mai que le débat parlementaire de la motion se tiendra les 31 mai et 1er juin. Le 1er juin, la motion est adoptée par 180 voix pour, 169 voix contre et 1 abstention : aux députés du Parti socialiste s'ajoutent ceux d'Unidos Podemos, de la Gauche républicaine de Catalogne, du Parti démocrate européen catalan, du Parti nationaliste basque, de Compromís, d'Euskal Herria Bildu et de Nouvelles Canaries (NCa). C'est la première fois que le Congrès vote la censure depuis 1978, entraînant automatiquement l'investiture de Pedro Sánchez comme nouveau président du gouvernement.
Le nouveau président du gouvernement prête serment devant le roi dès le lendemain. Les 17 ministres du gouvernement Sánchez I se prêtent au même exercice près d'une semaine plus tard, le 7 juin.

## Composition
- Par rapport au gouvernement Rajoy I, les nouveaux ministres sont indiqués en gras, ceux ayant changé d'attributions le sont en italique.

| Portefeuille                                                                                   | Titulaires | Titulaires | Titulaires                                   | Parti |
| ---------------------------------------------------------------------------------------------- | ---------- | ---------- | -------------------------------------------- | ----- |
| Président du gouvernement                                                                      |            |            | Mariano Rajoy Brey                           | PP    |
| Vice-présidente du gouvernement Ministre de la Présidence et des Administrations territoriales |            |            | María Soraya Sáenz de Santamaría Antón       | PP    |
| Ministre des Affaires étrangères et de la Coopération                                          |            |            | Alfonso María Dastis Quecedo                 | Sans  |
| Ministre de la Justice                                                                         |            |            | Rafael Catalá Polo                           | PP    |
| Ministre de la Défense                                                                         |            |            | María Dolores de Cospedal García             | PP    |
| Ministre des Finances et de la Fonction publique                                               |            |            | Cristóbal Montoro Romero                     | PP    |
| Ministre de l'Intérieur                                                                        |            |            | Juan Ignacio Zoido Álvarez                   | PP    |
| Ministre de l'Équipement                                                                       |            |            | Íñigo Joaquín de la Serna Hernáiz            | PP    |
| Ministre de l'Éducation, de la Culture et des Sports Porte-parole du gouvernement              |            |            | Íñigo Méndez de Vigo y Montojo               | PP    |
| Ministre de l'Emploi et de la Sécurité sociale                                                 |            |            | María Fátima Báñez García                    | PP    |
| Ministre de l'Énergie, du Tourisme et du Numérique                                             |            |            | Álvaro María Nadal Belda                     | PP    |
| Ministre de l'Agriculture, de la Pêche, de l'Alimentation et de l'Environnement                |            |            | Isabel García Tejerina                       | PP    |
| Ministre de l'Économie, de l'Industrie et de la Compétitivité                                  |            |            | Luis de Guindos Jurado (jusqu'au 08/03/2018) | PP    |
| Ministre de l'Économie, de l'Industrie et de la Compétitivité                                  |            |            | Román Escolano Olivares                      | Sans  |
| Ministre de la Santé, des Services sociaux et de l'Égalité                                     |            |            | Dolors Montserrat Montserrat                 | PP    |